# Art Davis (Regisseur)

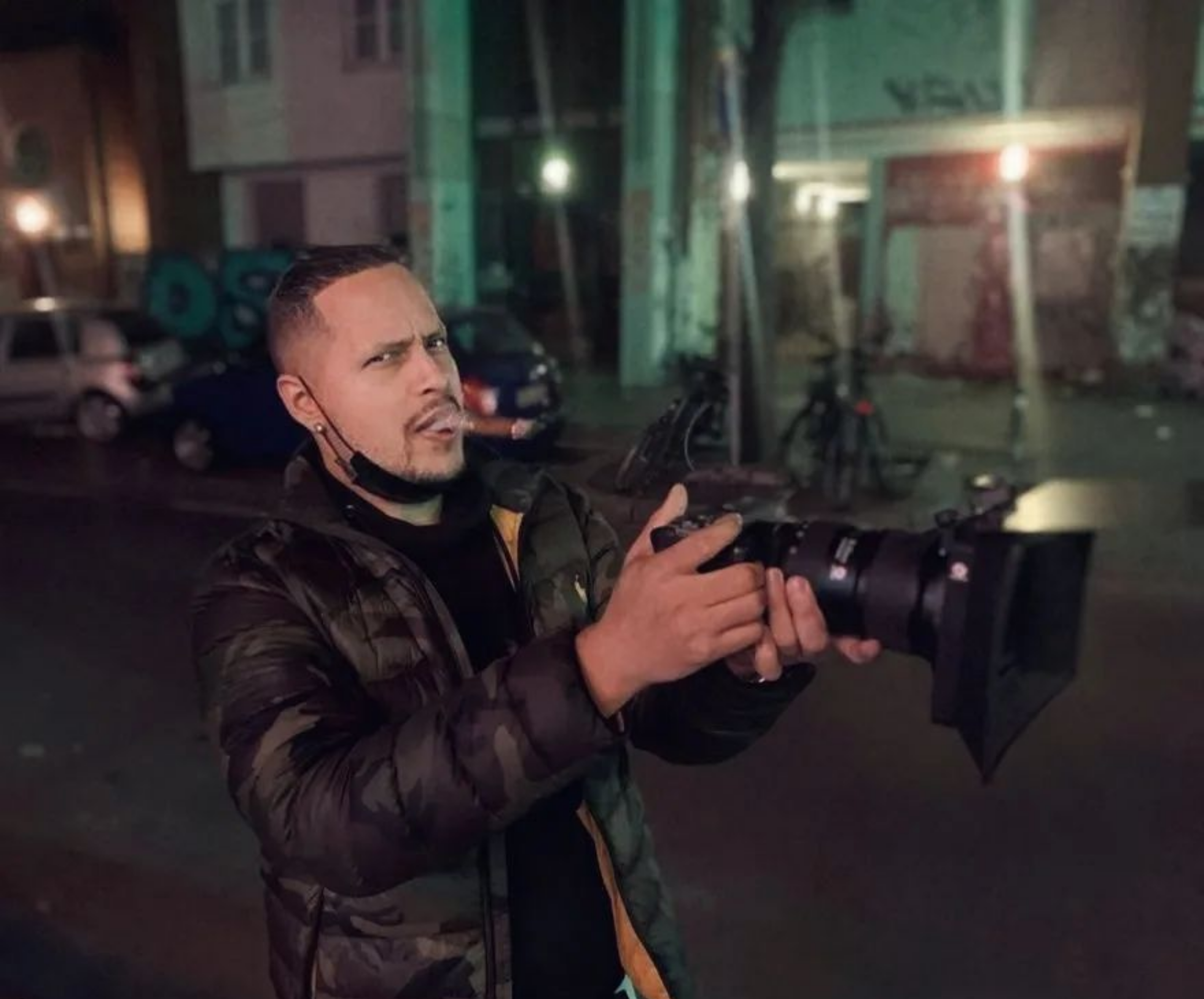
Art Davis Director regisseur

Art Davis (* 1982) ist ein deutscher Video- und Filmregisseur, Produzent, Filmeditor, und Colorist amerikanischer/deutscher Abstammung aus Berlin. Seit 2013 dreht er Musikvideos.

## Leben
Art Davis wuchs zweisprachig in Berlin auf. Er begann als DJ und Musikproduzent unter dem Alias Tre The Boy Wonder. Seit 2013 dreht Davis Musikvideos, zunächst für unabhängige Künstler.
Seit 2016 arbeitet Art Davis für etablierte Künstler. Er drehte 2016 das Hit-Musikvideo zu Ali As feat. Namika - "Lass sie tanzen" 31 Millionen Aufrufe (Stand: Oktober 2020) mit Daniel Sluga, welches ihm zum Karrieredurchbruch verhalf.
Fortan drehte er mit Adel Tawil, KC Rebell, Summer Cem, Farid Bang, Kollegah, Fler, Kay One, 18 Karat, Bass Sultan Hengzt, Fard, Pillath, SXTN, Majoe, Bozza, Kurdo, Prinz Pi uvm. Er avancierte zu einem der renommiertesten Musikvideo-Regisseure Deutschlands. Mittlerweile dreht er mit French Montana, Youssou N’Dour, Cheb Khaled, Mohamed Mounir, Leeroy Thornhill (The Prodigy), The Beatnuts, Afu-Ra, Jeru the Damaja.
Die Werbewelt wurde ebenfalls auf ihn aufmerksam, so hat Audi ihn für eine Werbeproduktion in Zusammenarbeit mit Bertram Kropac engagiert. Der DefShop konnte ihn für die Werbekampagne (Konzept) und Visualisierung der Marken Ataque-Clothing und Deus Maximus gewinnen.
Seine Videoproduktionen als Regisseur und Filmproduzent spielten insgesamt ca. 323 Millionen Aufrufe ein (Stand: Mai 2024).

## Auszeichnungen
Er wurde 2017 mit Daniel Sluga für das Video zu Ali As - "Stuntman" zum Video des Jahres national 2017 bei den Hiphop.de Awards nominiert.
Er erhielt drei Platin- und acht Gold-Platten Auszeichnungen, für die Videos von Ali As feat. Namika - "Lass sie Tanzen" (Gold und Platin), Adel Tawil - "So Schön anders", 3× Gold Farid Bang feat. French Montana & Cheb Khaled - "Maghreb Gang", KC Rebell x Summer Cem - "Murcielago" , Bozza - "Elbe" , Majoe - "Ewigkeit".

## Filmographie (Auswahl)
Musikvideos
- 2013: Collins (Die Sekte) Mr.Right - Zu Dinner bei den Jetsons
- 2013: Deniz - Newcomer Veteran
- 2014: Fäbson feat. KC Da Rookee - Nicht eine Träne wert
- 2014: Charnell - Authentischer Touch/Who Want It
- 2014: J.Dizzle feat. Jesse Malik - Sky Is The Limit
- 2015: ATG - Clique
- 2015: Kiwi N Dred - Call me Now
- 2015: Sandzo - Novum
- 2016: Hoody - King Kong
- 2016: Wunderkynd - Partisan
- 2016: Bass Sultan Hengzt - Anonyme Anabolika
- 2016: Bass Sultan Hengzt feat. Serk - Hauptschüler Slang
- 2016: Ali As feat. Namika - Lass sie tanzen (mit Daniel Sluga)
- 2016: Kash Jay feat. Nadia Anderson - Dancing Warriors
- 2016: Summer Cem - Ya Kalb
- 2016: Eko Fresh - Puff Daddy (Color Grading, Post Effects)
- 2016: Lumaraa - Gib mir mehr (mit Daniel Sluga)
- 2016: Ali As - 1 Million Psychos (mit Daniel Sluga)[14]
- 2016: Leon Machère feat. Moe Phoenix - Mädchen aus dem Block (Kamera) (mit Daniel Sluga & Daniel Zlotin)
- 2016: Ali As - Denkmäler (mit Daniel Sluga)
- 2016: Ali As feat. Malo - Was für ’n Leben (mit Daniel Sluga)
- 2016: Smash Hifi - Bombs n Beartraps
- 2017: Nana - Remember The Time 2k17
- 2017: Nana - Go Away
- 2017: Lumaraa - Zeit verloren (mit Daniel Sluga)
- 2017: Ali As feat. SXTN - Von den fernen Bergen (mit Boston George)
- 2017: Lumaraa - Ladys First (mit Daniel Sluga)
- 2017: Adel Tawil feat. KC Rebell x Summer Cem - Bis hier und noch weiter[15]
- 2017: Olli Banjo - 100 Rapper (mit Daniel Sluga)
- 2017: Bass Sultan Hengzt - Donald Trump
- 2017: Olli Banjo feat. Prinz Pi - Verdammt lang her (mit Daniel Sluga)
- 2017: Adel Tawil feat. Youssou N’Dour & Mohamed Mounir - Eine Welt eine Heimat
- 2017: Bass Sultan Hengzt - Riot
- 2017: Olli Banjo - Großstadschungel (mit Daniel Sluga)
- 2017: Ali As - Cobra Kai Dojo Style (mit Boston George)
- 2017: Majoe - Aus Hatern werden Fans (mit Daniel Zlotin)
- 2017: Dame - Legendenstatus
- 2017: Majoe - Sidechick (mit Daniel Zlotin)
- 2017: Kurdo & Majoe - Rolling Stone (mit Daniel Zlotin)
- 2017: KC Rebell & Summer Cem - Murcielago
- 2017: Ali As - Stuntman (mit Daniel Sluga)[16]
- 2017: Lumaraa - Grau in Grau (mit Daniel Sluga)
- 2017: Fard - 100 Terrorbars (mit Daniel Sluga)
- 2018: Lupid feat. Majoe - Am Ende des Tages
- 2018: Adel Tawil & Friends – Live aus der Wuhlheide Berlin
- 2018: Fard - Peter Pan 2 (mit Daniel Sluga)
- 2018: Pillath - Bars (mit Daniel Sluga)[17]
- 2018: Amun Mcee - Raumtourist
- 2018: Majoe - Flug
- 2018: Adel Tawil feat. Sido - Lieder/Bilder im Kopf (Live aus der Wuhlheide)
- 2018: Adel Tawil - Flutlicht (mit Daniel Sluga)
- 2018: Kollegah feat. 18 Karat - Das erste Mal
- 2018: Kollegah & Farid Bang feat. Musiye - Bis in die Unendlichkeit
- 2018: Kollegah - Wie ein Alpha
- 2018: Ali As x Falco - Jeanny (mit Daniel Sluga)
- 2018: Musiye - Brems mich[18]
- 2018: Fard - Die Besten sterben jung
- 2019: Sipo - Shoot
- 2019: Fler - Stress ohne Grund 2019
- 2019: Farid Bang feat. French Montana & Cheb Khaled - Maghreb Gang
- 2019: Kollegah - Alphagenetik
- 2019: Majoe - Barrio
- 2019: 18 Karat - Narco Trafficante
- 2019: Play69 feat. Fler & Farid Bang - Kugelsicherer Jugendlicher
- 2019: 18 Karat - Boyz In The Hood
- 2019: Play69 - 1 Million
- 2019: Fler - Vermächtnis (Drehbuch)
- 2019: Gent feat. Kollegah - Paramilitär
- 2019: Kay One - FMK (mit Daniel Sluga)
- 2020: Adel Tawil - 1000 gute Gründe
- 2020: Malik Montana x LX - Mordo Wez
- 2020: Bozza - Elbe
- 2020: Moe Phoenix - Facts
- 2021: Moe Phoenix - Stimme
- 2021: Nimo x Luciano - Bad Eyez (Drehbuch)
- 2021: Moe Phoenix - YLML
- 2021: Moe Phoenix - Je T'aime
- 2021: Moe Phoenix - Spotlight
- 2021: Moe Phoenix - Y
- 2021: Kollegah feat. Jano - Allein
- 2022: Kollegah - Bossmode
- 2022: LX x Gzuz - GMO
- 2022: Kollegah - Free Spirit
- 2022: Kollegah - Sinner
- 2022: Malik Montana x Sofiane - W górę
- 2022: Zymba - Get Ready
- 2022: Fler - Oh Boy
- 2023: Zymba x Terry joe - Risse im Herz
- 2023: Yachtmaster Andreas Baulig - Coachaura
- 2023: Airon - Treibsand
- 2023: Lauin x Stacks102 - Mein Viertel
- 2023: Diloman - Komm Komm
- 2023: Kasimir1441 - Nicht Pünktlich
- 2024: Em.ma - Waiting Room
- 2024: Nana Darkman x Alexander Dik - Oh Lord
- 2024: Kollegah - Sigma
- 2024: Kollegah & Favorite - Blessed
- 2024: Kollegah - GOAT

Werbung
- 2018: Audi - Right Here Righ Now
- 2018: Deus Maximus - Gladiator
- 2018: Ataque - Angriff ist für immer
- 2022: AQUA LIVELY VĪS - Gib deinem Körper Wasser braucht
- 2023: Bratwursttaler - der neue Lieblingssnack für Fleischliebhaber (Editing & Colorgrading)
- 2023: BOCK auf Marketing? Er ist der GOAT of Koblenz - Andreas Baulig[19]
- 2023: THE BAULIG BROS - Jingle Bell Rock

## Belege
1. ↑  Podcast #3 - Art Davis - der Weg zum Musikvideo-Produzenten. Abgerufen am 19. Oktober 2020.
2. ↑  ART DAVIS. Abgerufen am 19. Oktober 2020.
3. ↑  "Dreh was du willst, wir wollen nur die Echos vom Dach schmeißen" - Art Davis über seine Videos für Kollegah & Farid Bang, Pillath + more #fotogeschichten. 14. September 2018, ehemals im Original (nicht mehr online verfügbar); abgerufen am 19. Oktober 2020. (Seite nicht mehr abrufbar. Suche in Webarchiven)
4. ↑  Art Davis. Abgerufen am 19. Oktober 2020.
5. ↑  Art Davis bei Crew United, abgerufen am 19. Oktober 2020.
6. ↑  Flp Friday: Interview. Abgerufen am 21. September 2018.
7. ↑  Majoe – Ewigkeit. Abgerufen am 19. Oktober 2020 (englisch).
8. ↑  Art Davis. Abgerufen am 19. Oktober 2020.
9. ↑  Alpha Music Empire: Deus Maximus Trailer. Abgerufen am 15. April 2018 (Video auf YouTube).
10. ↑  Banger Musik: Ataque Trailer. Abgerufen am 4. April 2018.
11. ↑  DIRECTED BY ART DAVIS - YouTube. Abgerufen am 19. Oktober 2020.
12. ↑  Farid holt 3 Mal Gold! Archiviert vom Original (nicht mehr online verfügbar) am 6. Oktober 2021; abgerufen am 6. Oktober 2021 (deutsch).  Info: Der Archivlink wurde automatisch eingesetzt und noch nicht geprüft. Bitte prüfe Original- und Archivlink gemäß Anleitung und entferne dann diesen Hinweis.
13. ↑  Datenbank: BVMI. Abgerufen am 19. Oktober 2020.
14. ↑  Ali As - "1 Mio Psychos" (Video). In: BACKSPIN WEB #allesbackspin. 16. September 2016, abgerufen am 19. Oktober 2020.
15. ↑  Bis hier und noch weiter feat. KC Rebell und Summer Cem. Abgerufen am 19. Oktober 2020.
16. ↑  Ali As – Stuntman. Abgerufen am 19. Oktober 2020 (englisch).
17. ↑  Yannick Levante: Pillath feat. Sami Mitwalli – Du fehlst hier (prod. Banks & Rodriguez). In: rap.de. 1. Juni 2018, abgerufen am 19. Oktober 2020.
18. ↑  Oh Ja wird im Studio Duisburg produziert. In: Studio Duisburg. 7. März 2019, archiviert vom Original (nicht mehr online verfügbar) am 23. Oktober 2020; abgerufen am 19. Oktober 2020.  Info: Der Archivlink wurde automatisch eingesetzt und noch nicht geprüft. Bitte prüfe Original- und Archivlink gemäß Anleitung und entferne dann diesen Hinweis.
19. ↑  GOAT of Koblenz | Official Homepage. Abgerufen am 23. April 2024.

| Personendaten    | Personendaten                                                |
| ---------------- | ------------------------------------------------------------ |
| NAME             | Davis, Art                                                   |
| KURZBESCHREIBUNG | deutscher Video- und Filmregisseur, Produzent und Filmeditor |
| GEBURTSDATUM     | 1982                                                         |